# Doppio (baseball)
Un doppio (double in lingua inglese), nel baseball, è una battuta valida da due basi. Viene attribuito al battitore quando questo colpisce la palla in territorio valido e raggiunge salvo la seconda base, senza aiuti da errori difensivi.
Nelle statistiche viene abbreviato in 2B.
Se una battuta prima cade in campo buono e poi rimbalza fuori, questa viene giudicata doppio automatico, detto anche doppio per regola, e non un fuoricampo.

## Record della Major League Baseball

### Carriera
Classifica dei primi dieci giocatori della Major League Baseball (MLB) per numero di doppi in carriera, aggiornata al termine della stagione 2012:
1. Tris Speaker - 792
2. Pete Rose - 746
3. Stan Musial - 725
4. Ty Cobb - 724
5. Craig Biggio - 668
6. George Brett - 665
7. Nap Lajoie - 657
8. Carl Yastrzemski - 646
9. Honus Wagner - 640
10. Hank Aaron - 624

### Singola stagione
Classifica delle migliori prestazioni stagionali, aggiornata al termine della stagione 2012:
1. Earl Webb (1931) - 67
2. George Burns (1926) - 64
3. Joe Medwick (1936) - 64
4. Hank Greenberg (1934) - 63
5. Paul Waner (1932) - 62
6. Charles Gehringer (1936) - 60

## Record del campionato italiano

### Carriera
Classifica dei primi dieci giocatori del campionato italiano di baseball per numero di doppi in carriera, aggiornata al termine della stagione 2012:
1. Roberto De Franceschi - 322
2. Roberto Bianchi - 270
3. Guglielmo Trinci - 270
4. Alberto D'Auria - 268
5. Elio Gambuti - 265
6. Riccardo Matteucci - 257
7. Francesco Casolari - 246
8. Claudio Liverziani - 235
9. Marco Mazzieri - 234
10. Ruggero Bagialemani - 227

### Singola stagione
Classifica delle migliori prestazioni stagionali, aggiornata al termine della stagione 2012:
1. Garret Nago Katsutoshi (Bbc Grosseto, 1990) - 28

Elio Gambuti (Rimini Baseball Club, 1990) - 28

Alberto Gallusi (Novara, 1990) - 28
2. Alberto D'Auria (Nettuno Baseball Club, 1996) - 27

Roberto De Franceschi (Nettuno Baseball Club, 1997) - 27

Manuel Victor Salinas (Roma Baseball, 1990) - 27